# Klubrádió
A Klubrádió 1999-ben indult a budapesti FM 95,3 MHz-en, a Magyar Autóklub rádiójaként. 2001-ben felvásárolta a Monográf Rt., ettől kezdve vélemény- és hírrádióként működött. A következő években építette ki országos hálózatát, amely 2010-ben már az ország 50%-át lefedte. 2011 és 2014 között a legtöbb vidéki frekvenciáját elveszítette, a megmaradtakat pedig értékesítette, így ezt követően rádiókészülékkel már csak a fővárosban és környékén volt fogható. 2014. február 14-én a 92,9 MHz-re költözött, de 2021-ben ezt is elveszítette, így 2021. február 15-től csak különböző internetes platformokon keresztül hallgatható. 
A rádiót fenntartó cég elnöke Arató András, vezérigazgatója dr. Stock Richárd, az adó főszerkesztője pedig Hardy Mihály.

## Története
A Magyar Autóklub (MAK) Országos Elnöksége – elfogadva a menedzsment javaslatát – közlekedési, érdekvédelmi, baleset-megelőzési és tájékoztatási céllal fővárosi regionális rádió sugárzási frekvencia megpályázását határozta el. Az Országos Rádió és Televízió Testület (ORTT) pályázati kiírására a MAK az FM 95,3 MHz és a 102,1 MHz frekvenciára nyújtott be pályázatot 1998 májusában. Különböző érdekegyeztetések előzték meg a pályázatok elbírálását, és ezek eredményeként 1998. december 16-án az ORTT döntött, a Klubrádió fővárosi regionális frekvenciát nyert. A stúdió kiépítése, a munkatársak kiválasztása ezután következett, és a 95,3 MHz-es frekvencián 1999. április 12-én reggel 6 órakor megszólalt az első magyarországi közlekedési rádió – Hegedűs Oszkár, a MAK elnöke köszöntötte a hallgatót – a MAK rádiója, mely az európai autóklubok között elsőként és egyedüliként önálló frekvencián sugárzott a napi 24 órájában.
A Klubrádió alapító vezetői: Szőnyi Zsolt igazgató-főszerkesztő, Bögös Sándor kereskedelmi igazgató, Horváth Bob zenei vezető, Gothár Zsolt műszaki vezető, az összes szignált Török Tamás és Szolnoki Péter komponálta, valamint a Bon-Bon zenekar játszotta fel. A műsorszolgáltatás első három évében munkatársak voltak többek között: Novodomszky Éva, Regöly-Mérei Krisztina, Világi Gyula, Szujó Zoltán, Nádas György, Baraczka Eszter, Szeifried Adél, Velker Gábor, és sokan mások.
A stúdió a MAK országos központjának épületében kapott helyet (Budapest, II. ker. Rómer F. u. 4/a. B ép. V. em.), a sugárzást az Antenna Hungária végezte, a Széchenyi-hegyi adótornyon, 127 méter magasságban elhelyezett vertikális antennáról, 980 W teljesítménnyel. A stúdió és az adó között mikrohullámú jelátvitel volt.
A közlekedési rádiót a MAK el kívánta adni három év után, ezért több leendő vevővel tárgyalt dr. Kovács Zoltán, a MAK főtitkára 2001. március és október között. Végül több ismert üzletembernek, köztük a Dunaholding Rt. elnökének, Arató Andrásnak a tulajdonában lévő Monográf Rt. vásárolta meg a Klubrádió Szolgáltató Kft. többségi tulajdonát, 2002. második felében a cég 100%-os részesedést szerzett.
Ezzel az eredeti Klubrádió – és a hazai önálló közlekedési rádiózás – megszűnt, csak a megnevezése és a frekvenciája maradt meg, olyan műsorstruktúrával, amely már teljesen más volt, amit az 1998-as pályázatban az ORTT elfogadott. Az InfoRádiótól érkezett Bocskay Zsolt vezetésével új, vélemény- és hírrádió profilt hoztak létre.
A Klubrádió vélemény- és hírrádióként 2001. december 10-én szólalt meg először Budapesten és annak 70–80 km-es körzetében az FM 95,3-as frekvencián. 2004. július 12-étől Bács-Kiskun megyében is hallható volt a 97,7 MHz-es frekvencián. A kecskeméti Partner Rádió megvásárlásával a Klubrádió ellátottsága közel 15%-kal bővült. Az élő adást interneten keresztül is figyelemmel lehet kísérni a nap huszonnégy órájában.
2005. január 1-jével tovább terjeszkedett a rádió. Gyöngyösön és környékén a 88,9 MHz-es frekvencián is elindult a Klubrádió műsorának sugárzása. A rádió 2005 júniusában elnyerte az Esztergom 98,1 frekvencia helyi rádiós műsor szolgáltatási jogosultságát, illetve megvásárolta a Rádió Jam hálózatát. Ezáltal a Klubrádió tovább növelte területi lefedettségét. 2005 októberétől hat újabb frekvencián hallható (Ajka – 88,8 MHz, Balatonfüred – 91,8 MHz, Esztergom – 98,1 MHz, Keszthely – 92,2 MHz, Pápa – 92,7 MHz, Veszprém – 90,6 MHz).
2007 júniusa óta a Klubrádió Debrecenben is fogható a 93,5 MHz-es frekvencián. 2009 végén a Tiszafüred 88,7 MHz-en, valamint az Abádszalók 89,2 MHz-en is a csatorna programja kezdett szólni.
2010-ben Vicsek Ferenc lett a főszerkesztő, aki több politikamentes műsort ígért.
2010-ben a rádió módosította a műsor szolgáltatási szerződéseket a médiahatósággal, hogy ne kelljen helyi műsort készíteni öt dunántúli regionális frekvencia (Ajka, Balatonfüred, Keszthely, Pápa és Veszprém) hatókörzetében. 2011 februárjában lejárt a használatukat biztosító szerződés, ezután ideiglenes engedéllyel működtek tovább. Mivel a Nemzeti Média- és Hírközlési Hatóság (NMHH) egyenként ír ki rájuk pályázatot, október 14-én az öt dunántúli frekvencián megszűnt a rádió sugárzása. Az újrapályáztatott budapesti frekvenciát sem nyerte el a rádió. Az NMHH 2011. december 20-i döntése szerint 2012-től új adó szólalhat meg a 95,3 MHz-en.
A rádió a budapesti 95,3 MHz-es frekvenciáról 2014. február 14-én, 0 óra 0 perckor átköltözött a 92,9 MHz-re. Ekkortól kezdve közösségi médiaszolgáltatóként folytatta tevékenységét, ezért a sugárzási költségekért nem kellett fizetnie, ingyenesen sugározhatta adását a budapesti 92,9 MHz frekvencián.
2014-ben Vicsek Ferenc közös megegyezéssel távozott a Klubrádiótól, a főszerkesztői pozíciót Pataki Gábor vette át. Az új főszerkesztő a Klubrádió politikai függetlenségét hangsúlyozta és ígérte, hogy a mai átlag hallgató gyermekeit és unokáit is megpróbálják elérni.
2020. szeptember 11-én bejelentették, hogy a Médiatanács döntése értelmében a Klubrádió médiaszolgáltatási jogosultsága 2021. február 14-én lejár, és pályázat lesz a 92,9 MHz-re.
2020. december 10-én a Spirit FM bejelentette, hogy elindul a 92,9 MHz-es rádiós pályázaton. 2020. december 14-én a Media1 kiderítette, hogy a Spirit FM és a Klubrádió mellett szintén elindult a rádiós pályázaton egy kormányközeli ügyvéd, a korábban Andy Vajna filmügyi biztost és a Rádió 1 hálózatot is frekvenciákhoz segítő és a Fidesz prominensei számára is dolgozó dr. Biró Balázs 2020 márciusában megalapított cége, az LBK Médiaszolgáltató 2020 Kft.
2021. február 9-én jogerős ítélet született, melynek értelmében a Klubrádiónak meg kell szüntetnie a földi FM-sugárzását.
2021. február 14-én 23:59-kor a Klubrádió a médiatanács döntésének eleget téve lekapcsolta földi sugárzását az FM 92,9 MHz-en, az interneten működik tovább.
A 92.9 MHz pályázatán végül csak a Klubrádió maradt versenyben, azonban a Médiatanács a március 10-i ülésén a pályázati eljárást érvénytelennek nyilvánította. Döntését azzal indokolta, hogy Klubrádiót üzemeltető cég veszteséges, és a több éve tartó törvénysértő gazdálkodása miatt kényszertörlési eljárás indítható ellene, a pályázati anyagban pedig több műsortervi hiba is van (noha azt korábban alakilag érvényesnek nyilvánították). A rádió üzemeltetője a döntés nyilvánosságra hozatala után bejelentette, hogy pert indít a Médiatanács ellen, mivel az szerinte jogsértően járt el.
2021. március 11-én a Nemzeti Média- és Hírközlési Hatóság Médiatanácsa kihirdette, hogy érvénytelen a Budapest FM 92,9 MHz frekvenciapályázatra benyújtott klubrádiós pályázat. A Klubrádió volt frekvenciája néma marad. A Klubrádió sunyinak és jogszerűtlennek tartja a döntést és Arató András, a rádió elnöke és többségi tulajdonosa közölte, a médiaszolgáltató bírósági pert indít a Médiatanács ellen. Eközben kiderül, hogy a Klubrádió 2014-ig használt FM 95,3 MHz-es frekvenciáján 10 éven át előreláthatólag a kormánypárti Karc FM szól majd.
2021 júliusában Óbudáról, a Bokor u. 1-3-5. szám alól, a VI. kerületi Benczúr utca 45. szám alá költözött a rádió. 2021. szeptember 28-án a Kúria jogerősen megállapította, hogy a Klubrádió hibás pályázatot nyújtott be a Budapest FM 92,9 MHz rádiós pályázatra, és a részvénytársaság negatív saját tőkéje miatt el sem indulhatott volna az NMHH Médiatanács pályázatán, ezért a rádió kizárását a pályázatból nem érvénytelenítették. A Kúria a Fővárosi Törvényszék korábbi ezzel kapcsolatos ígéretét jóváhagyta, és kimondta, hogy a Médiatanács jogszerűen járt el.
2023 decemberében indított egy második csatornát, a könnyűzenei profilú Zebrádiót. A rádióban - önbevallása szerint prémium minőségű, mégis dallamtapadással fenyegető számok egyedi, máshol nem hallható válogatása hallható. Az új csatorna zenei főszerkesztője Szever Pál, a műsorokat a Klubrádió meglévő műsorvezetői vezetik, többek között Báder Tamás, Bencsik Gyula, Bódy Gergő, valamint Kemény Dániel és Varga Péter. A zenei adáson felül a Zebrádióban is óránként hallhatók a Klubrádió hírei.

## Műsorvezetők
- Ámon Betti
- Bencsik Gyula
- Benda László
- Bíró Bori
- Bódy Gergő
- Bolgár György
- Bóta Gábor
- Dési János
- Epres Attila
- Gerenday Bars Ágnes
- Halper László
- Herskovits Eszter
- Józsa Márta
- Kadarkai Endre
- Kálid Artúr
- Kárpáti Iván
- Kárpáti János
- Kerekes Borbála
- Kovács Gellért
- Kováts Kriszta
- Kun Zsuzsa
- Lay Viktória
- Murányi Tünde
- Nagy Benjámin
- Nemes Nagy Péter
- Neumann Gábor
- Pálinkás Szüts Róbert
- Pályi Márk
- Panxnotded Miklós
- Para-Kovács Imre
- Pető Attila
- Rév Dániel
- Rózsa Péter
- Selmeci János
- Szalai Kriszta
- Szegő János
- Szénási Sándor
- Szőke Cecília
- Szunyogh Szabolcs
- Timár Ágnes
- Váradi Júlia
- Varga Péter
- Warholik Zoltán
- Zentai Péter

## Frekvenciái

A Klubrádió korábbi vételkörzete (2009. október)

2010 óta, amikor a Klubrádió 12 vidéki frekvenciát veszített el, adásuk csak Budapesten volt fogható. A rádió jelenleg csak online hallgatható.
- Abádszalók – 89,2 MHz (2009–2011)
- Ajka – 88,8 MHz (2005–2011)
- Balatonfüred – 91,8 MHz (2005–2011)
- Budapest – 95,3 MHz (1999–2014), 92,9 MHz (2014–2021)
- Debrecen – 93,5 MHz (2007–2014)
- Esztergom – 98,1 MHz (2005–2011)
- Gyöngyös – 88,9 MHz (2005–2014)
- Kecskemét – 97,7 MHz (2004–2013)
- Keszthely – 92,2 MHz (2005–2011)
- Pápa – 92,7 MHz (2005–2011)
- Tiszafüred – 88,7 MHz (2009–2011)
- Veszprém – 90,6 MHz (2005–2011)